# Хатфилд (Индијана)
Хатфилд (енгл. Hatfield) насељено је место без административног статуса у америчкој савезној држави Индијана.

## Демографија
По попису из 2010. године број становника је 813.
| Група             | 2000.    | 2010.       |
| Белци             | 0 (0,0%) | 795 (97,8%) |
| Афроамериканци    | 0 (0,0%) | 0 (0,0%)    |
| Азијати           | 0 (0,0%) | 1 (0,1%)    |
| Хиспаноамериканци | 0 (0,0%) | 7 (0,9%)    |
| Укупно            | 0        | 813         |